# 2066
- Wikisource

| Calendário gregoriano                                                        | 2066 MMLXVI                         |
| Ab urbe condita                                                              | 2819                                |
| Calendário arménio                                                           | 1516 – 1517                         |
| Calendário bahá'í                                                            | 222 – 223                           |
| Calendário budista                                                           | 2610                                |
| Calendário chinês                                                            | 4762 – 4763 Início a 26 de janeiro  |
| Calendário copta                                                             | 1782 – 1783                         |
| Calendário etíope                                                            | 2058 – 2059                         |
| Calendários hindus - Vikram Samvat - Calendário nacional indiano - Cáli Iuga | 2121 – 2122 1987 – 1988 5166 – 5167 |
| Calendário Holoceno                                                          | 12066                               |
| Calendário islâmico                                                          | 1489 – 1490                         |
| Calendário judaico                                                           | 5826 – 5827                         |
| Calendário persa                                                             | 1444 – 1445 Início a 20 de março    |
| Calendário rúnico                                                            | 2316                                |
| Calendário solar tailandês                                                   | 2609                                |

2066 (MMLXVI, na numeração romana) será um ano comum do século XXI que começará numa sexta-feira, segundo o calendário gregoriano. A sua letra dominical será C. A terça-feira de Carnaval ocorrerá a 23 de fevereiro e o domingo de Páscoa a 11 de abril. Segundo o horóscopo chinês, será o ano do Cão, começando a 26 de janeiro.

| Evento                                                   | Data            | Hora  |
| -------------------------------------------------------- | --------------- | ----- |
| Aquário                                                  | 19 de janeiro   | 18:42 |
| Peixes                                                   | 18 de fevereiro | 08:40 |
| primavera no hemisfério norte e outono no hemisfério sul |                 |       |
| Carneiro/equinócio                                       | 20 de março     | 07:20 |
| Touro                                                    | 19 de abril     | 17:55 |
| Gémeos                                                   | 20 de maio      | 16:37 |
| verão no hemisfério norte e inverno no hemisfério Sul    |                 |       |
| Caranguejo/solstício                                     | 21 de junho     | 00:16 |
| Leão                                                     | 22 de julho     | 11:06 |
| Virgem                                                   | 22 de agosto    | 18:23 |
| Outono no Hemisfério Norte e Primavera no Hemisfério Sul |                 |       |
| Balança/equinócio                                        | 22 de setembro  | 16:27 |
| Escorpião                                                | 23 de outubro   | 02:16 |
| Sagitário                                                | 22 de novembro  | 00:13 |
| inverno no hemisfério norte e verão no hemisfério sul    |                 |       |
| Capricórnio/solstício                                    | 21 de dezembro  | 13:45 |

| UTC: Portugal Continental, Madeira, Guiné-Bissau e São Tomé e Príncipe Subtrair (-): 1 h nos Açores e Cabo Verde 2 h nas Ilhas oceânicas brasileiras 3 h em Brasília, em Goiás, na Amazônia Oriental Brasileira e no nordeste, sudeste e sul brasileiros 4 h na Amazônia Ocidental Brasileira, Mato Grosso e Mato Grosso do Sul 5 h no Acre e sudoeste do Amazonas Adicionar (+): 1 h em Angola e Guiné Equatorial 2 h em Moçambique 8 h em Macau 9 h em Timor-Leste. |
| Adicionar uma hora durante a vigência do horário de verão: Portugal Continental : De 28 de março a 31 de outubro de 2066 |

| Ano completo                       |
| ---------------------------------- |
| Ano comum com início à sexta-feira |

## Eventos esperados e previstos
- Ano do Cão, segundo o Horóscopo chinês.

Janeiro
- 11 a 12 de janeiro - Eclipse lunar total[1]

Junho
- 22 de junho - Eclipse solar anular[2]

Julho
- 6 a 7 de julho - Eclipse lunar parcial[3]

Dezembro
- 16 a 17 de dezembro - Eclipse solar total[4]
- 31 de dezembro a 1 de janeiro de 2067 - Eclipse lunar penumbral[5]